# Újezdec (okres Prachatice)
Obec Újezdec se nachází v okrese Prachatice v Jihočeském kraji, zhruba tři kilometry severně od Vlachova Březí a jedenáct kilometrů severozápadně od Prachatic. Újezdcem probíhá silnice II/144 (Volyně – Vlachovo Březí – Husinec). Žije zde 84 obyvatel.

## Historie
První písemná zmínka o obci pochází z roku 1300.

## Galerie

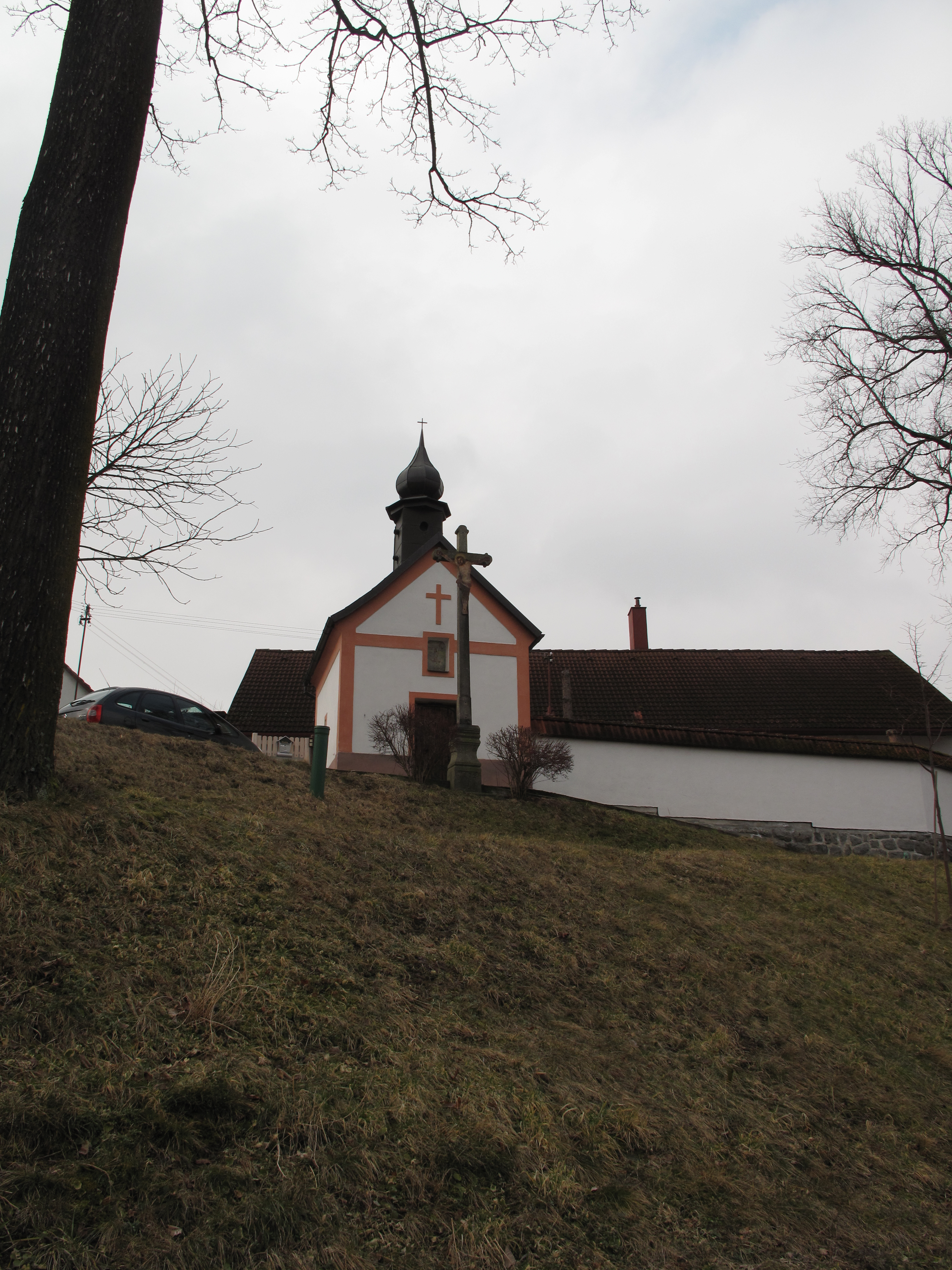
Kaplička
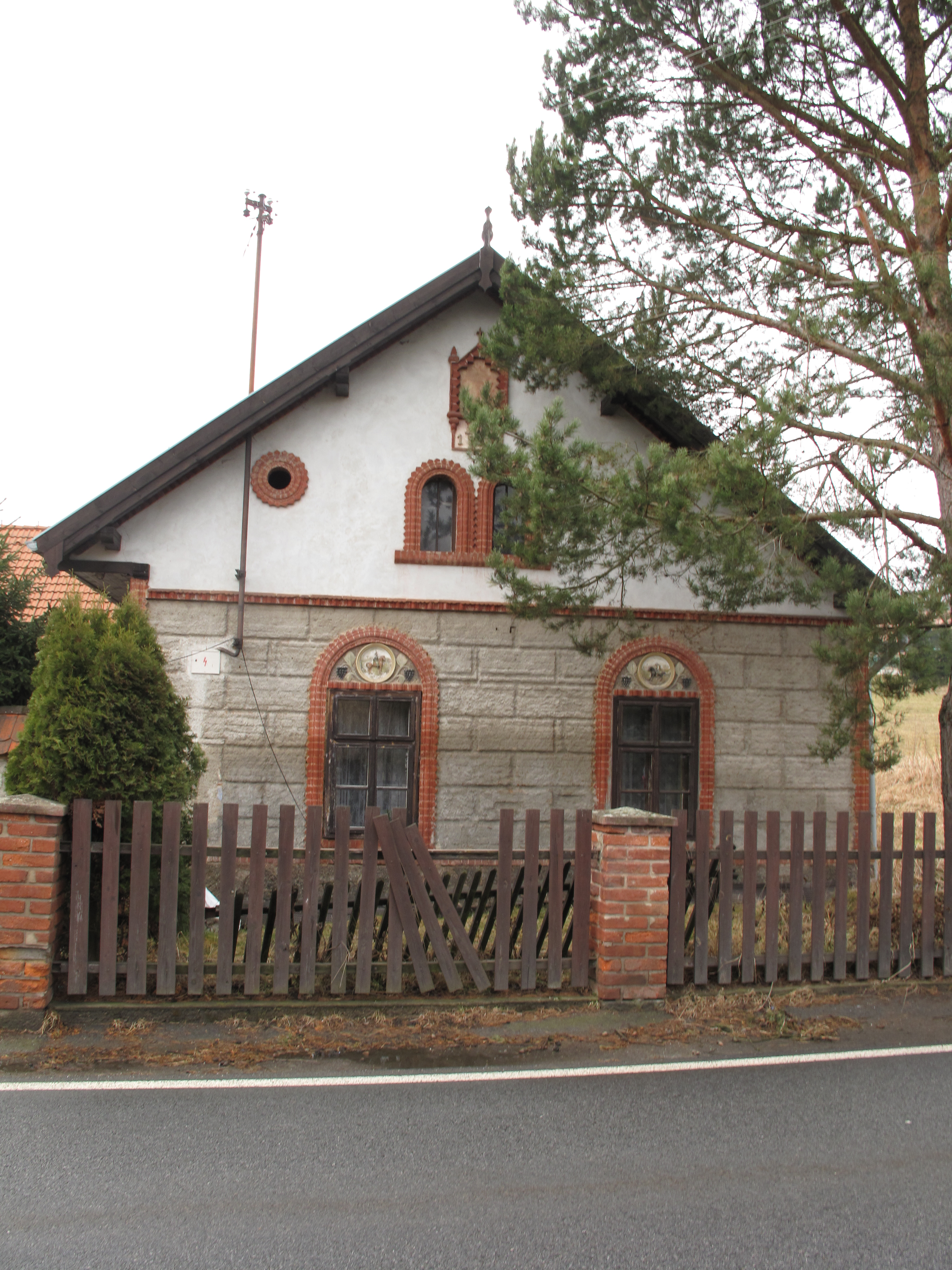
Dům